# King Kong
King Kong, também referido simplesmente como Kong, é um monstro gigante fictício, ou kaiju, que se assemelha a um gorila, que apareceu em várias mídias desde 1933. Apelidado de "Rei das Feras" desde sua concepção, ao longo do tempo também lhe foi concedido o título de "Oitava maravilha do mundo", uma expressão amplamente reconhecida dentro da franquia. Sua primeira aparição foi na novelização do filme King Kong de 1933 da RKO Pictures, com o filme estreando pouco mais de dois meses depois. O personagem desde então se tornou um ícone da cultura pop internacional, aparecendo em várias mídias.
Uma sequência logo se seguiu no mesmo ano com The Son of Kong, apresentando o Pequeno Kong. A Toho produziu King Kong vs. Godzilla (1962) apresentando um Kong gigante lutando contra o Godzilla da Toho e King Kong Escapes (1967), um filme vagamente baseado no The King Kong Show (1966–1969) de Rankin/Bass. Em 1976, Dino De Laurentiis produziu um remake moderno do filme original dirigido por John Guillermin. Uma sequência, King Kong Lives, seguiu uma década depois, apresentando uma Lady Kong. Outro remake do original, desta vez ambientado em 1933, foi lançado em 2005 pelo cineasta Peter Jackson.
Kong: Skull Island (2017), ambientado em 1973, faz parte do MonsterVerse da Warner Bros. Pictures e da Legendary Entertainment, que começou com um reboot de Godzilla em 2014. Uma sequência, Godzilla vs. Kong, mais uma vez colocando os personagens um contra o outro, foi lançada em 2021.
O personagem King Kong se tornou um dos ícones cinematográficos mais famosos do mundo, tendo inspirado uma série de sequências, remakes, spin-offs, imitadores, paródias, desenhos animados, livros, quadrinhos, jogos de vídeo, passeios de parques temáticos e uma peça teatral. King Kong também cruzou com outras franquias como Planeta dos Macacos e encontrou personagens de outras franquias em mídia de crossover, como o monstro de filmes da Toho Godzilla, os personagens de polpa Doc Savage e Tarzan, e a Liga da Justiça. Seu papel nas diferentes narrativas varia, indo de um monstro atroz a um anti-herói trágico.

## Filmografia
- 1933 : King Kong, de Merian C. Cooper e Ernest B. Schoedsack
- 1933 : The Son of Kong
- 1962 : Kingukongu tai Gojira, de Ishirô Honda e Thomas Montgomery
- 1967 : Kingukongu no gyakushu, de Ishirô Honda
- 1976 : King Kong, de John Guillermin
- 1986 : King Kong Lives, de John Guillermin e Charles McCracken
- 2005 : King Kong, de Peter Jackson
- 2017 : Kong: Skull Island, de Jordan Vogt-Roberts
- 2021 : Godzilla vs. Kong
- 2021 : Space Jam: A New Legacy - Participação especial
- 2024 : Godzilla x Kong: The New Empire